# Foot Ball Club Matera 1982-1983
Questa voce raccoglie le informazioni riguardanti il Foot Ball Club Matera nelle competizioni ufficiali della stagione 1982-1983.

## Rosa
| N. |                   | Ruolo | Calciatore         |
| -- | ----------------- | ----- | ------------------ |
|    | Italia (bandiera) | P     | Enzo Bravi         |
|    | Italia (bandiera) | P     | Angelo Lisanti     |
|    | Italia (bandiera) | D     | Fulvio Bussalino   |
|    | Italia (bandiera) | D     | Onofrio Chiricallo |
|    | Italia (bandiera) | D     | Roberto Cifarelli  |
|    | Italia (bandiera) | D     | Luigi De Canio     |
|    | Italia (bandiera) | D     | Domenico Lamura    |
|    | Italia (bandiera) | D     | Giorgio Melis      |
|    | Italia (bandiera) | D     | Giuliano Pierobon  |
|    | Italia (bandiera) | C     | Luciano Aprile     |

| N. |                   | Ruolo | Calciatore         |
| -- | ----------------- | ----- | ------------------ |
|    | Italia (bandiera) | C     | Gianfranco Cannone |
|    | Italia (bandiera) | C     | Muzio Di Venere    |
|    | Italia (bandiera) | C     | Bruno Incarbona    |
|    | Italia (bandiera) | C     | Leonardo Lavecchia |
|    | Italia (bandiera) | C     | Saverio Loiacono   |
|    | Italia (bandiera) | C     | Paolo Pavese       |
|    | Italia (bandiera) | A     | Ernesto Apuzzo     |
|    | Italia (bandiera) | A     | Domenico Del Re    |
|    | Italia (bandiera) | A     | Giuseppe Innella   |
|    | Italia (bandiera) | A     | Luca Piochi        |

## Risultati

### Campionato

#### Girone di andata
| 1ª giornata | Maceratese | 0 – 1 | Matera |  |

| 2ª giornata | Matera | 1 – 0 | Ravenna |  |

| 3ª giornata | Elpidiense | 1 – 0 | Matera |  |

| 4ª giornata | Matera | 5 – 2 | Giulianova |  |

| 5ª giornata | Francavilla | 2 – 2 | Matera |  |

| 6ª giornata | Matera | 1 – 0 | Gioventù Brindisi |  |

| 7ª giornata | Vigor Senigallia | 1 – 0 | Matera |  |

| 8ª giornata | Matera | 2 – 2 | Teramo |  |

| 9ª giornata | Matera | 0 – 1 | Monopoli |  |

| 10ª giornata | Cattolica | 4 – 0 | Matera |  |

| 11ª giornata | Avezzano | 0 – 0 | Matera |  |

| 12ª giornata | Matera | 1 – 2 | Martina |  |

| 13ª giornata | Jesi | 1 – 0 | Matera |  |

| 14ª giornata | Matera | 0 – 0 | Brindisi |  |

| 15ª giornata | Osimana | 0 – 0 | Matera |  |

| 16ª giornata | Matera | 2 – 0 | Lanciano |  |

| 17ª giornata | Civitanovese | 1 – 0 | Matera |  |

#### Girone di ritorno
| 18ª giornata | Matera | 2 – 2 | Maceratese |  |

| 19ª giornata | Ravenna | 1 – 0 | Matera |  |

| 20ª giornata | Matera | 1 – 1 | Elpidiense |  |

| 21ª giornata | Giulianova | 1 – 0 | Matera |  |

| 22ª giornata | Matera | 1 – 1 | Francavilla |  |

| 23ª giornata | Gioventù Brindisi | 0 – 0 | Matera |  |

| 24ª giornata | Matera | 0 – 0 | Vigor Senigallia |  |

| 25ª giornata | Teramo | 3 – 0 | Matera |  |

| 26ª giornata | Monopoli | 1 – 1 | Matera |  |

| 27ª giornata | Matera | 1 – 1 | Cattolica |  |

| 28ª giornata | Matera | 2 – 1 | Avezzano |  |

| 29ª giornata | Martina | 1 – 0 | Matera |  |

| 30ª giornata | Matera | 1 – 0 | Jesi |  |

| 31ª giornata | Brindisi | 3 – 2 | Matera |  |

| 32ª giornata | Matera | 2 – 0 | Osimana |  |

| 33ª giornata | Lanciano | 3 – 2 | Matera |  |

| 34ª giornata | Matera | 1 – 0 | Civitanovese |  |

### Coppa Italia Serie C

#### Fase a gironi
| 1ª giornata | Matera | 0 – 2 | Barletta |  |

| 2ª giornata | Brindisi | 2 – 1 | Matera |  |

| 3ª giornata | Matera | 1 – 0 | Monopoli |  |

| 4ª giornata | Barletta | 2 – 1 | Matera |  |

| 5ª giornata | Matera | 1 – 3 | Brindisi |  |

| 6ª giornata | Monopoli | 2 – 2 | Matera |  |

## Statistiche

### Statistiche di squadra
| Competizione         | Punti | Totale | Totale | Totale | Totale | Totale | Totale |
| Competizione         | Punti | G      | V      | N      | P      | Gf     | Gs     |
| -------------------- | ----- | ------ | ------ | ------ | ------ | ------ | ------ |
| Serie C2             | 30    | 34     | 9      | 12     | 13     | 31     | 36     |
| Coppa Italia Serie C | 3     | 6      | 1      | 1      | 4      | 6      | 11     |

### Statistiche dei giocatori
| Giocatore     | Campionato | Campionato |
| Giocatore     | Pres       | Gol        |
| ------------- | ---------- | ---------- |
| L. Aprile     | 26         | 0          |
| E. Apuzzo     | 33         | 5          |
| E. Bravi      | 18         |            |
| F. Bussalino  | 33         | 6          |
| G. Cannone    | 28         | 0          |
| O. Chiricallo | 26         | 0          |
| R. Cifarelli  | 7          | 0          |
| L. De Canio   | 30         | 1          |
| D. Del Re     | 14         | 1          |
| M. Di Venere  | 22         | 1          |
| B. Incarbona  | 9          | 0          |
| G. Innella    | 9          | 2          |
| D. Lamura     | 15         | 0          |
| L. Lavecchia  | 1          | 0          |
| A. Lisanti    | 16         |            |
| S. Loiacono   | 29         | 0          |
| G. Melis      | 31         | 1          |
| P. Pavese     | 31         | 8          |
| G. Pierobon   | 28         | 2          |
| L. Piochi     | 26         | 1          |